# Laboratoire de probabilités et modèles aléatoires
Le Laboratoire de Probabilités et Modèles Aléatoires (LPMA) était une unité mixte de recherche (UMR 7599) en mathématiques appliquées appartenant à l'université Paris Diderot, à Sorbonne Université et au CNRS. Elle faisait partie de la Fédération de Recherche en Mathématiques de Paris centre ainsi que de la Fondation Sciences mathématiques de Paris. Au 1er janvier 2018, le laboratoire fusionne avec le Laboratoire de Statistique Théorique et Appliquée (LTSA) pour former le Laboratoire de Probabilités, Statistique et Modélisation (LPSM).

## Activités
La thématique du laboratoire de probabilités et modèles aléatoires s'inscrit dans le domaine des mathématiques appliquées et a pour objet la modélisation, la description et l'estimation des phénomènes aléatoires. Les thèmes de recherche abordés concernent des domaines très variés et recouvrent aussi bien des mathématiques fondamentales que des applications dans des domaines aussi divers que la médecine, les sciences humaines, l'astrophysique, les assurances ou la finance...
- Enseignants-chercheurs : 63
- Chercheurs : 9
- Post-doctorants : 2
- Doctorants : 48